# Аркадіївка (Сімферопольський район)
Арка́діївка (до 1948 року — Такил, крим. Taqıl) — село Сімферопольського району Автономної Республіки Крим.

## Населення
Згідно з переписом УРСР 1989 року чисельність наявного населення села становила 374 особи, з яких 169 чоловіків та 205 жінок.
За переписом населення України 2001 року в селі мешкали 484 особи.

### Мова
Розподіл населення за рідною мовою за даними перепису 2001 року:
| Мова              | Відсоток |
| ----------------- | -------- |
| кримськотатарська | 46,05 %  |
| російська         | 40,27 %  |
| українська        | 12,91 %  |
| болгарська        | 0,19 %   |
| інші              | 0,58 %   |